# HMS Collingwood (1882)
HMS Collingwood (Корабль Её Величества «Коллингвуд») — британский Линкор, названный в честь адмирала Катберта Коллингвуда. Стал первым в серии из шести единиц, полуофициально именуемых типом «Адмирал» и включающих, кроме него, линкоры «Родни», «Хоу», «Бенбоу», «Кэмпердаун» и «Энсон». Корабли по ряду характеристик (в основном вооружению) довольно существенно отличались друг от друга, поэтому однотипными в полном смысле слова названы быть не могут.
Спроектирован директором военного кораблестроения британского флота сэром Натаниэлем Барнаби и его помощником Уильямом Уайтом. Заложен на казённой верфи в Пембрук-Доке 12 июля 1880 г., 22 ноября 1882 г. спущен на воду. Впервые вышел в море на ходовые испытания в мае 1884 г. Фактической боеспособности достиг только в середине 1888 г. из-за неготовности артиллерии главного калибра.

## Основные характеристики
Прототипом кораблей серии послужил французский броненосец береговой обороны «Кайман». Адмиралтейство ограничило размеры нового корабля 10000 тонн, что позволило удержать его стоимость на приемлемом уровне, но имело отрицательный эффект с точки зрения боевых качеств.
Водоизмещение проектное 9296 т, фактическое 9652 т.
Длина между перпендикулярами 99,06 м, по ватерлинии 102,72 м, наибольшая 104,9 м; ширина 20,73 м; осадка средняя по проекту 7,85 м, фактическая 8,03 м; высота надводного борта в носу и корме по проекту 3,81 и 3,51 м, фактическая — 3,63 и 3,33 м.
Скорость хода по проекту 15 уз, фактически достигнутая на испытаниях 16,5 уз, реальная до 14,5 уз. Дальность плавания 10-уз по проекту 7300 миль.
Вооружение: четыре 305-мм/25-клб и шесть 152-мм/25,5-клб орудий, двенадцать 57-мм и три 47-мм пушки Гочкиса, тринадцать пятиствольных картечниц Норденфельда и две двуствольные картечницы Гарднера, две 9-фунтовые дульнозарядные десантные пушки, четыре 356-мм бортовых надводных торпедных аппарата.
Бронирование (сталежелезная броня): пояс по ватерлинии 457 мм, поперечные траверсы 406 мм, палуба 76—63,5 мм (стальная броня), барбеты 293—254 мм, траверсы батареи 152 мм, боевые рубки 305—229 мм.
Экипаж по проекту 345 чел.

## Описание конструкции

### Артиллерийское вооружение
«Коллингвуд» стал первым британским линкором, вооружённым нарезными казнозарядными орудиями главного калибра — 305-мм (12-дюймовыми) 43-тонными орудиями Mk II с длиной ствола 25 калибров, устанавливавшимися попарно в носовом и кормовом барбетах. Задержки с разработкой, изготовлением и доводкой орудий надолго задержали вступление корабля в строй. Первые испытания новых пушек на «Коллингвуде» были проведены лишь в начале марта 1885 г., причём были установлены только два орудия носового барбета, а в кормовом барбете пушки появились весной 1886 г. На испытаниях 3 мая этого же года одну из них разорвало; по счастливой случайности никто не пострадал. По результатам расследования причин происшедшего было принято решение внести изменения в конструкцию орудий, скрепив их стволы кольцами до самого дульного среза. Оставшиеся целыми три орудия демонтировали и отправили в Вуличский арсенал для переделки. Переделанные пушки, получившие обозначение Mk V, были установлены на корабле только в начале лета 1888 г. Официально они именовались 45-тонными, хотя реальная их масса возросла до 47 британских «длинных» тонн.
Орудия главного калибра, установленные на станках завода Армстронга, разработанных Дж. Вавассером, наводились в пределах от −5° до +13° по вертикали и в секторе 230° по горизонтали. Отстояние осей каналов стволов от воды для пары носовых пушек составляло 6,71 м, для кормовых — 6,4 м. Техническая скорострельность достигала одного выстрела в две минуты. Заряжание производилось строго в диаметральной плоскости на максимальном угле возвышения орудий. Штатный боезапас включал 80 снарядов и полных зарядов на орудие и состоял из обычных разрывных (фугасных) бомб, бронепробивающих бомб Паллисера, шрапнели и картечи.
Вспомогательный калибр — шесть нарезных казнозарядных 152-мм (6-дюймовых) орудия с длиной ствола 25,5 калибров, официально именовавшихся 80-фунтовыми 89-центаловыми пушками Mk III и принятых на вооружение в 1882 г. После разрыва ствола 305-мм пушки все шестидюймовки, имевшие в принципе такую же конструкцию, также скрепили кольцами до дульного среза, что увеличило массу орудия до 5 дл.т.
Орудия устанавливались на станках системы Вавассера с бортовым штырем, обеспечивавших углы вертикального наведения от −7° до +15°. В горизонтальной плоскости центральное орудие батареи наводилось в секторе 114° (по 57° от траверза в нос и корму). Крайние пушки батареи по проекту должны были наводиться в таких же пределах, однако после установки четырёх дополнительных противоминных пушек секторы обстрела сократились до 87° (до 57° от траверза в нос для носовой пушки и в корму для кормовой и до 30° от траверза в противоположную сторону). От воды нижние края орудийных портов отделяло расстояние в 4,27 м. Техническая скорострельность достигала двух выстрелов в три минуты. Боезапас включал по 150 выстрелов на ствол и состоял из тех же типов боеприпасов, что и для главного калибра.
В 1896 г. во время ремонта старые шестидюймовки заменили на новые скорострельные орудия Армстронга с длиной ствола 40 калибров. Техническая скорострельность этих пушек достигала 7 выстрелов в минуту.
Противоминная артиллерия состояла из общепринятых в то время скорострельных пушек Гочкиса (выпускались по лицензии заводом Армстронга) и картечниц Норденфельда и Гарднера.
57-мм и 47-мм пушки Гочкиса в британском флоте именовались соответственно 6- и 3-фунтовыми. Заявляемая создателем техническая скорострельность этих орудий составляла соответственно 20 и 30 выстрелов в минуту, хотя в реальности даже с очень хорошо подготовленным расчётом она была ниже, примерно 15 выстрелов в минуту. Эти пушки устанавливались на вертлюжных станках, наведение в обеих плоскостях осуществлялось с помощью плечевого упора.
57-мм орудия устанавливались в средней части корабля по шесть на борт (четыре стояли по углам батареи, восемь — на тентовой палубе) и снабжались 19-мм противоосколочными щитами. Две 47-мм пушки стояли на коечных сетках, а третья — на нижнем марсе; щит имелся только у последней.
Четыре пятиствольных картечницы Норденфельда ружейного калибра (11,43 мм) были расположены на спонсонах в кормовой части под верхней палубой, ещё четыре — в спонсонах по углам тентовой палубы, пять оставшихся — на коечных сетках и на верхнем марсе. Картечницы монтировались на вертлюжном станке, наведение осуществлялось с помощью червячных передач.
Двуствольные картечницы Гарднера предназначались для вооружения минного катера (официально именовавшегося миноносцем 2 класса) и патрульного парового катера. Их скорострельность достигала 240 выстрелов в минуту. На корабле они устанавливались на кормовых коечных сетках.
После модернизации в 1896 г. противоминная артиллерия состояла из двенадцати 57-мм, восьми 47-мм пушек и шести картечниц Норденфельда.
9-фунтовые дульнозарядные десантные орудия на корабле хранились в разобранном виде и собирались при подготовке к высадке на берег.
В ходе ремонта 1896 г. броненосец получил дальномер FA2 системы Барра и Струда.

### Торпедное вооружение
Торпедные аппараты имели сектор наведения по 70° от траверза в нос и корму. Торпеды выстреливались сжатым воздухом или пороховым зарядом. Боезапас включал 12 торпед, боевые части которых хранились в погребах под броневой палубой, а корпуса — около самих аппаратов.
Торпеда Mk IV имела длину 4,57 м, дальность хода около 550 м и скорость до 23 уз. Масса заряда составляла 27,2 кг.
В 1886 г. на «Коллингвуде» смонтировали противоторпедные сети системы Булливанта.

### Бронирование
Главный бронепояс по ватерлинии от переднего до заднего барбета имел длину 42,67 м и высоту 2,29 м. Над водой по проекту он должен был возвышаться на 0,76 м, однако из-за перегрузки эта величина составила всего около 0,46 м. Толщина сталежелезной брони на протяжении верхних 1,22 м составляла 457 мм, далее к нижней кромке она уменьшалась до 203 мм. Плиты пояса укладывались на тиковую подкладку толщиной 381—635 мм.
Броневые траверзы замыкали пояс с носа и кормы, образуя броневую цитадель, и сходились под углом к основанию барбетов. Они состояли из сталежелезной брони высотой 2,29 м и имели толщину 406 мм на протяжении верхних 1,22 м, уменьшавшуюся до 178 мм у нижней кромки. Толщина тиковой подкладки составляла 305—533 мм.
Броневая палуба над цитаделью имела толщину 76 мм и состояла из трёх стальных листов дюймовой толщины каждый. Вне цитадели единственной бронезащитой были 63,5-мм карапасные платформы, находящиеся ниже уровня воды и состоящие из трёх слоёв стальных листов. К тарану толщина палубной брони уменьшалась до 51 мм.
Все отверстия в бронепалубе и платформах закрывались водонепроницаемыми крышками той же толщины, что и палуба. Люки котельных и машинных отделений, остававшиеся открытыми и в ходе боя, снабжались 76-мм броневыми решётками и окружались коффердамами высотой 1,52 м над ватерлинией и гласисами из трёхдюймовых бронеплит.
Барбеты орудий главного калибра имели грушевидную форму. Толщина сталежелезных плит в лобовой и бортовых частях барбета составляла 293 мм, а в хвостовой — 254 мм. Днище барбета бронировалось стальными плитами толщиной 76 мм. Длина барбетов по верхней палубе достигала 17,52 м, ширина — 14,17 м, высота над верхней палубой — 2,74 м.
Снаряды и заряды подавались по двум трубам внешним диаметром 6,25 м, обшитым 305-мм сталежелезными плитами на 229-мм тиковой подкладке. В тыльной части труб толщина брони уменьшалась до 254 мм.
Батарея вспомогательного калибра со стороны бортов фактически была лишена броневой защиты, если не считать стальной обшивки толщиной 25,4 мм. От продольного огня батарея прикрывалась 152-мм траверзами, идущими под углом к диаметральной плоскости. Сталежелезные плиты укладывались на 254-мм тиковую подкладку.
Боевые рубки были установлены в задних частях обоих барбетов. Они имели прямоугольную в плане форму размерами 2,44×1,68 м. Спереди и с бортов их защищала 305-мм сталежелезная броня, сзади — 229-мм. Крыши рубок изготавливались из 51-мм листов мягкой стали. Приводы управления рулём и переговорные трубы были помещены в подачные трубы барбетов, поэтому отдельные коммуникационные трубы отсутствовали. Вход в рубку осуществлялся через люк в крыше.
Вертикальная и горизонтальная сталежелезная броня машинно-котельных отделений дополнялась запасами угля: слой каменного угля толщиной 0,61 м эквивалентен по защите 25,4 мм железа. Бортовые угольные ямы имели ширину 2,74 м, а поперечные, находящиеся впереди и позади цитадели, — 6,4 м, поэтому защита корабля существенно увеличивалась, если эти бункеры были заполнены топливом.
Такая система защиты в виде закрытой со всех сторон, кроме дна, броневой цитадели стала стандартной для всех английских (и не только английских) броненосцев, вплоть до «Дредноута».

### Энергетическая установка
12 цилиндрических паровых котлов были установлены в четырёх котельных отделениях (по два с каждого борта) топками к борту; дым выводился в две трубы. Максимальное рабочее давление пара составляло около 6,3 атм. «Коллингвуд» стал первым линкором британского флота, на котором предусматривалось форсирование котлов, для чего в котельных отделениях установили нагнетающие вентиляторы.
Две главные паровые машины «компаунд» вертикального типа двойного расширения были установлены в индивидуальных машинных отделениях. Каждая машина имела три цилиндра — один высокого давления диаметром 1,32 м и два низкого давления диаметром 1,88 м. Длина хода поршней составляла 1,07 м. Максимальная частота вращения валов по проекту — 96 об/мин, суммарная мощность при естественной тяге — 7000 индикаторных л. с., при форсированной — 9500 и. л. с. Отработанный пар превращался в конденсат в четырёх медных холодильниках (по два в каждом машинном отделении).
Нормальный запас угля по проекту составлял 900 дл.т, полный — 1200 дл.т.
Электроэнергию вырабатывали три динамомашины фирмы «Сименс». Она использовалась только для освещения.

### Ходовые качества, управляемость и мореходность
«Коллингвуд» был весьма быстроходным кораблём. На испытаниях в мае 1884 г. он развил ход до 16,5 уз, будучи, правда, в недогруженном состоянии (водоизмещение составляло всего 8060 дл.т вместо 9500 дл.т); мощность машин при этом достигала 7029 и.л.с. В то же время корабль на высокой скорости гнал перед собой большую волну, а его ход против зыби и волны существенно снижался.
На 8-уз скорости расход угля составлял 0,81 кг на одну и.л.с. в час при мощности машин 799 и.л.с., на 10-уз — 0,835 кг при мощности 1602 и.л.с., на 13-уз — 0,95 кг при 3056 и.л.с.
В августе 1889 г., уже будучи в полностью боеспособном состоянии, «Коллингвуд» легко держал ход в 14,5 узлов на протяжении шестичасового испытательного пробега. В 1902 г. он смог выжать ход в 14 узлов.
Недостаточно высокий надводный борт корабля отрицательно сказывался на его мореходности и возможности использования артиллерии. Кроме того, как орудийная платформа он оказался недостаточно устойчивым: все корабли серии отличала порывистая качка, а крен на зыби достигал 20° на борт.
Броненосец хорошо управлялся только на скорости свыше 6 уз.

## История службы
Заложен на казённой верфи в Пембруке 12 июля 1880 г., спущен на воду 22 ноября 1882 г.. На ходовые испытания вышел в мае 1884 г., ещё не имея артиллерии главного калибра.
При испытаниях артиллерии главного калибра 3 мая 1886 г. произошёл разрыв одной из 305-мм пушек. Корабль получил некоторые повреждения, однако обошлось без жертв. После этого инцидента орудия сняли и отправили на переделку, а фактически — на изготовление новых стволов с увеличенной прочностью (скреплённых до самого дульного среза). Аналогичные работы провели и для 152-мм пушек, конструктивно подобных 305-мм.
В 1887 г. корабль участвовал в смотре по случаю 50-летия царствования королевы Виктории, отмечавшегося 23-24 июля. Орудия главного калибра для этого празднования «позаимствовали» на броненосце «Колоссус». После торжеств корабль принял участие в манёврах флота, во время которых в ночь с 3 на 4 августа одна за другой вышли из строя обе главные машины. Через несколько часов одну из них удалось ввести в действие, и «Коллингвуд» своим ходом вернулся в базу.
Собственную 305-мм артиллерию корабль получил лишь летом 1888 г.; их испытания стрельбой были проведены 10 июля, на которых из-за ошибки орудийной прислуги был повреждён один из прибойников. Эти испытания были совмещены с очередными флотскими манёврами. После устранения возникшей неисправности корабль был наконец-то полностью введён в строй флота.
2 августа 1889 г. «Коллингвуд» принял участие в морском параде по случаю визита германского кайзера Вильгельма II, а затем — в последовавших за ним манёврах. В ходе учений на короткое время вышло из строя рулевое устройство броненосца. Главные механизмы функционировали нормально, благодаря чему в течение шести часов удавалось удерживать среднюю скорость 14,5 уз.
В ноябре 1889 г. корабль ушёл на Средиземное море, где занимался в основном рутинной боевой подготовкой. Из примечательных событий можно отметить участие в торжествах по поводу открытия Коринфского канала (июль 1893 г.).
В 1896 г. «Коллингвуд» встал на капитальный ремонт и модернизацию в Мальтийском адмиралтействе. Были заменены котлы, отремонтированы механизмы. Старые 152-мм орудия были заменены на новые скорострелки Mk II с длиной ствола 40 калибров (начальная скорость снаряда возросла до 790 м/с, масса же не изменилась — 45,4 кг), боезапас был увеличен до 200 выстрелов на ствол. Была частично заменена и противоминная артиллерия, после модернизации включавшая двенадцать 57-мм, восемь 47-мм пушек Гочкиса и шесть картечниц ружейного калибра. Кроме того, корабль оснастили дальномером Барра и Струда и четырьмя дополнительными прожекторами (всего их стало шесть).
В 1897 г. корабль участвовал в морской блокаде Крита, призванной предотвратить переброску на остров войск и оружия. После окончания этой миротворческой операции броненосец был отозван в метрополию.
В июне 1897 г. «Коллингвуд» участвовал в торжествах, связанных с 60-летием пребывания королевы Виктории на британском престоле, а затем — в очередных манёврах, на которых подтвердилась высокая надёжность энергетической установки уже немолодого корабля, к тому времени переведённого из первой линии в силы береговой обороны (на учениях он участвовал в отражении гипотетической французской атаки на британское побережье).
В 1902 г. старый броненосец принял участие в коронационном ревю и последовавших за ним очередных, а для него — последних учениях, на которых он смог держать ход в 14 уз.
В июле 1903 г. «Коллингвуд» переведён в резерв «B» в Девонпорт, а затем передан на хранение. На слом он был продан 11 марта 1909 г. за 19 тысяч фунтов стерлингов.

## Общая оценка корабля
На момент окончания строительства (1884 г.) и даже фактического вступления в строй (1888 г.) главным недостатком корабля была его посредственная мореходность: сказывались недостаточные размеры, вызванные желанием уложиться в как можно меньшее водоизмещение, а значит, и меньшую стоимость. Низкий надводный борт, большой размах и порывистость качки затрудняли или делали вовсе невозможным применение артиллерии на сколько-нибудь значительном волнении. В то же время броненосец был быстроходным и имел вполне достаточную дальность плавания для действий как в водах метрополии, так и на Средиземноморье.
Артиллерия «Коллингвуда» вполне соответствовала назначению корабля, отличалась достаточно высокой скорострельностью и мощностью. Нельзя, однако, не отметить, что 305-мм пушки страдали рядом «детских болезней» — этот броненосец стал первым в британском флоте, получившим нарезные казнозарядные орудия главного калибра. К счастью для англичан, проверять надёжность их действия в боевых условиях им не довелось. Что же касается средней и противоминной артиллерии, то она полностью соответствовала эпохе и вполне справлялась со своими функциями, хотя расположение части противоминных пушек близко к воде (что диктовалось тогдашними воззрениями на её боевое применение) практически исключало их использование на сколько-нибудь заметном волнении, а углы обстрела 152-мм орудий были маловаты. Торпедные аппараты на столь крупном корабле были, конечно, абсолютно бесполезными, но понимание этого пришло только после русско-японской войны 1904—1905 гг.
Бронирование борта лишь на сравнительно небольшом протяжении на время проектирования и вступления корабля в строй не было слишком большим недостатком. Скорострельной артиллерии тогда не существовало, а несколько пробоин в небронированном носу или корме не могли привести к гибели или хотя бы к полному выходу броненосца из строя за достаточно короткое время. Положение изменилось к середине 1890-х годов: появившиеся скорострелки среднего калибра, снабжённые мощными фугасными снарядами, быстро бы превратили оконечности любого корабля с такой схемой бронирования в решето, что привело бы в лучшем случае к резкому падению и без того уже недостаточной скорости.
Более существенным недостатком была перегрузка, которая, правда, была типичнейшим явлением во всех тогдашних флотах. Из-за неё бронепояс уходил в воду значительно глубже, чем предусматривалось проектом, а значит, уменьшалась и площадь бронированного борта выше ватерлинии. Кроме того, увеличение осадки или появление крена из-за пробоин в небронированных оконечностях или даже резкого поворота могло привести к тому, что весь пояс ушёл бы под воду, что в бою грозило бы кораблю гибелью в случае серьёзных повреждений в небронированном борту над поясом.
Применение вместо полностью закрытых башен барбетов, защищённых сверху лишь противоосколочным щитом, является безусловным недостатком, однако не столь существенным, как может показаться на первый взгляд. Дистанции боя в те времена были невелики, и снаряды летели в основном по достаточно настильной траектории, поэтому поражение барбета попаданием снаряда сверху было маловероятно. По этой причине их применение на корабле ограниченного водоизмещения можно признать вполне оправданным. А вот отсутствие бортового бронирования 152-мм батареи было весьма существенным недостатком: в бою эти пушки вышли бы из строя весьма быстро. Правда, объяснялось оно тактическими воззрениями того периода: предполагалось, что корабли будут вести бой на сходящихся курсах с целью применения тарана, поэтому более вероятными считались продольные попадания в батарею, от которых её защищала 152-мм броня траверзов.
Таким образом, в лице «Коллингвуда» англичанам удалось получить при сравнительно небольшом водоизмещении мощный и быстроходный, хотя и недостаточно мореходный и не без изъянов в защите корабль.